# Alive (chanson de Krewella)
Pour les articles homonymes, voir Alive.
Singles de Krewella
Come & Get It
(2012) Live For The Night
(2013)
Alive est une chanson du groupe d'EDM américain Krewella. La chanson est sortie pour la première fois en juin 2012, comme second titre de leur premier EP Play Hard, mais est ressortie en février 2013. Elle est alors devenue leur premier hit à entrer au top 40 du Billboard Hot 100, à la 32e place. Alive est considérée comme la chanson signature de Krewella. Ce titre est également réédité en 2013, sur leur premier album, Get Wet.

## Clip vidéo
Le clip vidéo pour cette chanson est mis en ligne le 5 décembre 2012 sur Vimeo, puis le 18 décembre 2012 sur YouTube et Vevo. Le clip présente le groupe en train de danser dans un désert et d'autres protagonistes détruisant une maison.

## Liste des titres
| 1. | Alive                              | 3:27 |
| 2. | Alive (Hardwell Remix)             | 5:54 |
| 3. | Alive (Cash Cash & Kalkutta Remix) | 5:32 |
| 4. | Alive (Pegboard Nerds Remix)       | 5:15 |

## Classements
| Classement (2013)                       | Meilleure position |
| --------------------------------------- | ------------------ |
| Belgique (Flandre Ultratop 50 Singles)  | 24                 |
| Belgique (Wallonie Ultratop 50 Singles) | 22                 |
| Billboard Canada                        | 50                 |
| France (SNEP)                           | 159                |
| Tchéquie (IFPI Rádio)                   | 30                 |
| Mexico Ingles Airplay (Billboard)       | 5                  |
| Dutch 100                               | 81                 |
| Polishdance                             | 28                 |
| Slovaquie (IFPI Rádio)                  | 96                 |
| Billboard Hot 100                       | 32                 |
| Billboard Dance/electronic              | 5                  |
| Billboard Pop songs                     | 9                  |
| Billboard Rhythmic                      | 27                 |

### Certifications
| Pays       | Certification |
| ---------- | ------------- |
| États-Unis | Platine       |